# Rājampet
Rājampet är en ort i Indien.   Den ligger i distriktet Cuddapah och delstaten Andhra Pradesh, i den södra delen av landet, 1 600 km söder om huvudstaden New Delhi. Rājampet ligger 139 meter över havet och antalet invånare är 31 079.
Terrängen runt Rājampet är platt åt sydväst, men åt nordost är den kuperad. Runt Rājampet är det ganska tätbefolkat, med 104 invånare per kvadratkilometer. Rājampet är det största samhället i trakten. Omgivningarna runt Rājampet är en mosaik av jordbruksmark och naturlig växtlighet.